# Santa Cruz de Los Taques
Santa Cruz de Los Taques é uma cidade venezuelana, capital do município de Los Taques.